# Landform

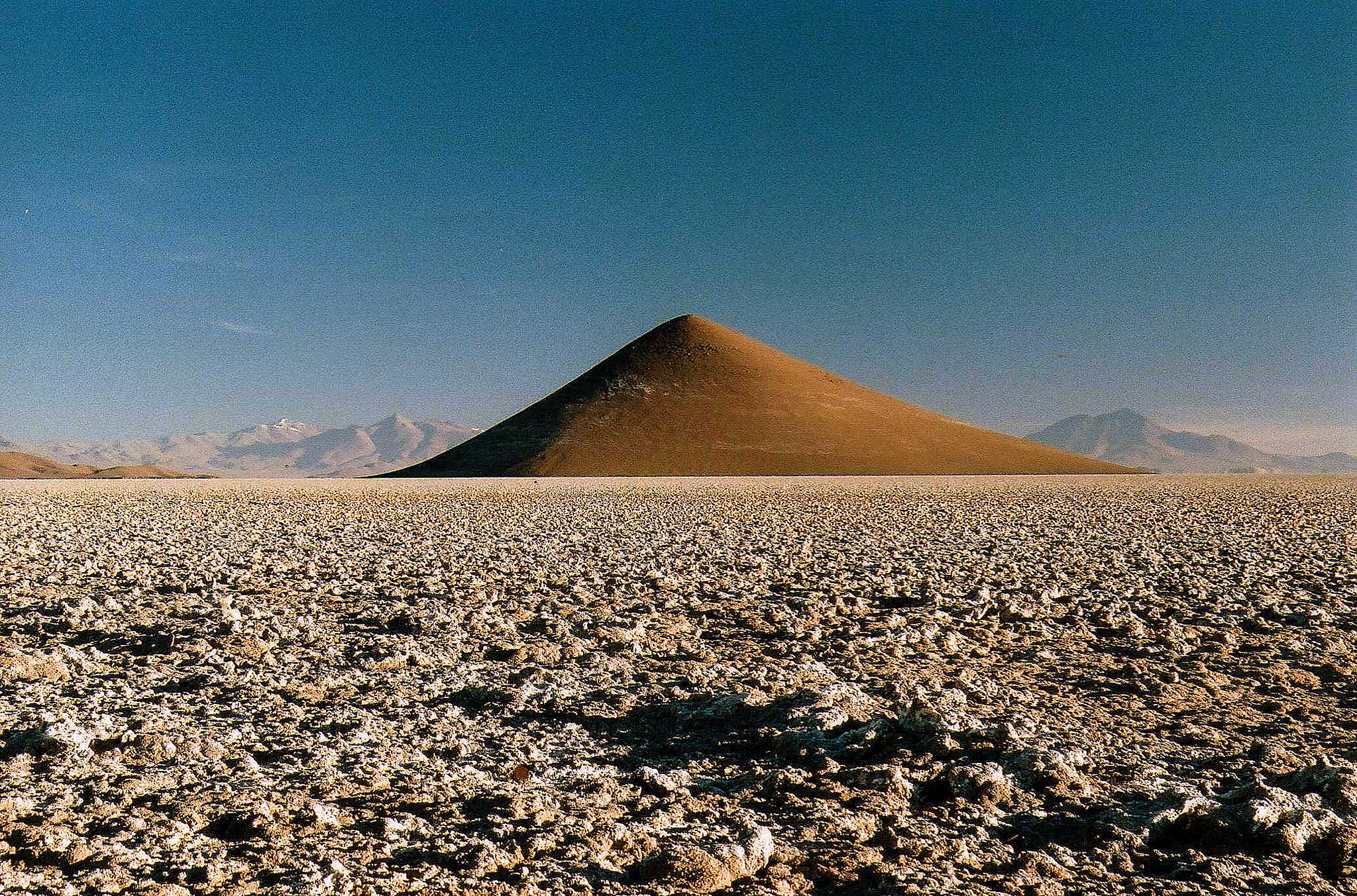
Landform "Cono de Arita", Salar de Arizaro, Salta, (Argentina).

Landform är en geomorfologisk enhet som huvudsakligen är en formation i ett landskap och om är en del av terrängen vilken är en del av topografin.
Några landsformer är: ås, dal, halvö, sandbank, ravin, bukt, .